# مارغريتا ياكوفليفا
مارغريتا ياكوفليفا (بالأوكرانية: Ормоцадзе Маргарита Євгенівна)‏ (27 أغسطس 1981، كييف في أوكرانيا)؛ كاتِبة، صحفية وشاعرة أوكرانية.